# Procter & Gamble
Procter & Gamble (P&G) (укр. про́ктер енд ґембл) — американська транснаціональна корпорація, зі штаб-квартирою у Цинцинаті, штат Огайо, США, яка має регіональні представництва у понад 80 країнах. В 45 країнах компанія виробляє продукцію. Понад 300 торгових марок компанії продаються у 140 країнах світу, річний обіг становить $76,5 млрд. Компанія має понад один мільйон акціонерів та майже 150 тис. працівників.
2022 року, після повномасштабного вторгнення РФ до України, компанія не покинула ринок Росії, хоча в березні 2022 заявляла про плани щодо скорочення асортименту на ринку РФ та плани залишити у продажу лише товари для здоров'я та гігієни.

## Історія

### Заснування, XIX століття

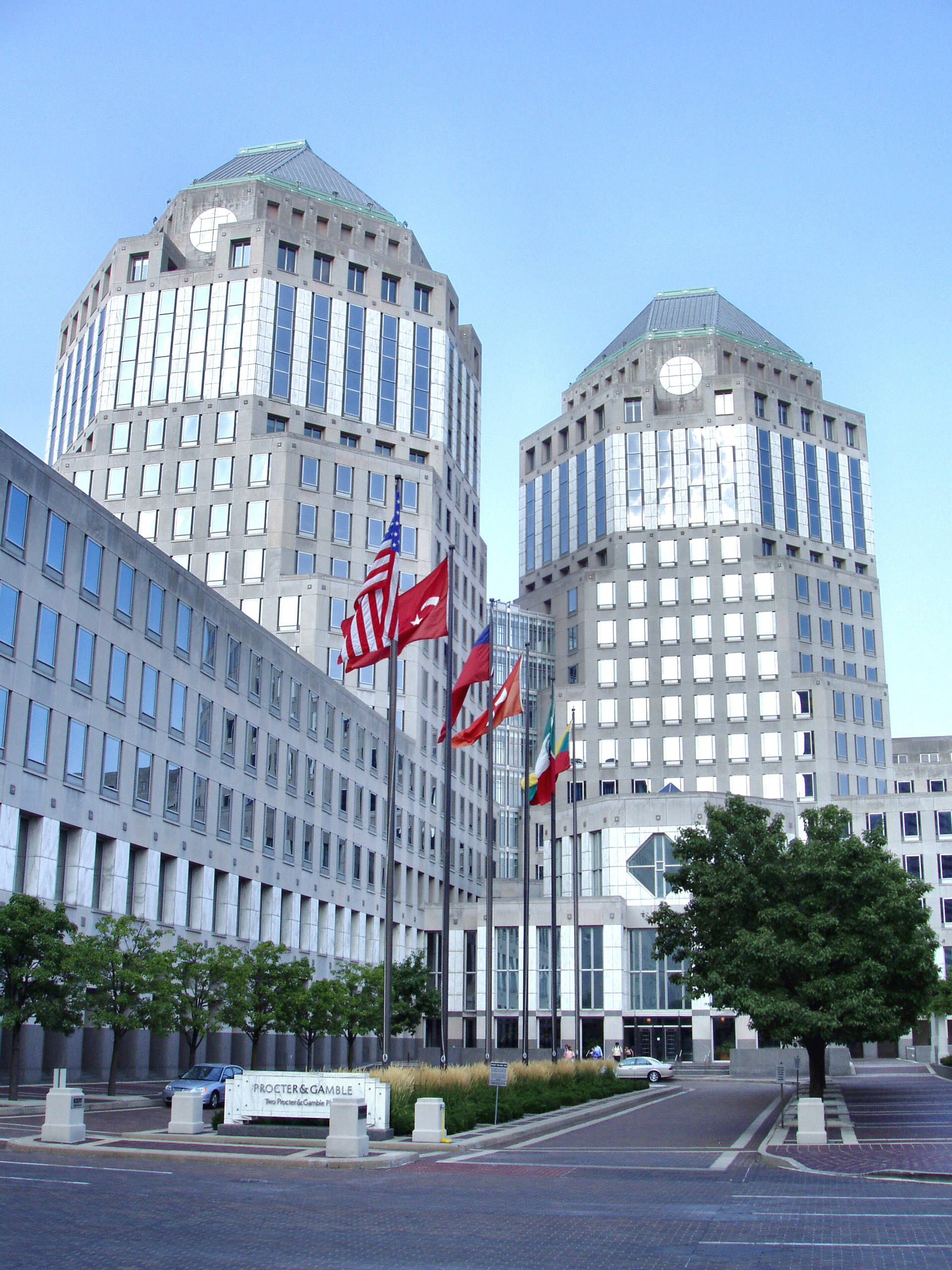
Головний офіс Procter & Gamble в Цинциннаті

У 1837 році Вільям Проктер, виробник свічок з Англії, та Джеймс Гембл, виробник мила з Ірландії, об'єднали свої зусилля у місті Цинциннаті, штат Огайо. 12 квітня 1837 року вони почали виробництво і торгівлю своїми милом та свічками. 12 серпня 1837 року формалізували свої ділові стосунки, взявши на себе зобов'язання в розмірі по 3 596,47 $. Формальну угоду про партнерство було підписано 31 жовтня 1837 року.
У 1850-х роках, незважаючи на чутки у США про цивільну війну, що насувається, вони побудували новий завод для підтримки свого зростаючого бізнесу. Згодом партнери стали ініціаторами однієї з перших національних програм участі в прибутках і були в числі перших американських промисловців, які вклали кошти в дослідницькі лабораторії.
У 1859 році, через двадцять два роки після утворення товариства, обсяг продажів P&G досягає 1 млн доларів США. На компанію тепер працює 80 чоловік.
У 1862 році під час громадянської війни Procter&Gamble одержала кілька замовлень на постачання мила і свічок союзній армії. Для виконання цих замовлень фабрика працює день і ніч, але солдати повертаються додому з продуктами P&G, завдяки чому компанія здобуває репутацію.
1882 року Харлі Проктер переконує партнерів виділити 11000 доларів США на першу загальнонаціональну рекламу мила «Ivory», що було розроблене Джеймсом Норрісом Гемблом, сином засновника, у 1879. Чистота «Ivory» та його унікальна здатність триматися на воді вперше рекламуються по всій країні в щотижневій газеті «Індепендент».
У 1887 році щоб утихомирити хвилю місцевих і загальнонаціональних робочих страйків, P&G заснувала новаторську програму участі в прибутках для робітників фабрик. Ця, заснована на добровільній участі, програма, задумана Вільямом Купером Проктером, онуком засновника, надавала працівникам частку в компанії. Вільям Купер Проктер хотів, щоб ця програма допомагала робітникам зрозуміти важливість їхнього внеску в успіх компанії.
На 1890 р. партнерство Проктера і Гембла, що швидко розвивається, продавало більш ніж 30 різних видів мила, включаючи «Ivory», та виросло в корпорацію з багатомільйонним оборотом. Першим президентом призначається Вільям Алекзандер Проктер, син засновника. P&G організує в Айворидейл аналітичну лабораторію для вивчення й удосконалення технології миловаріння. 1896 року у журналі «Космополітен» з'являється перша кольорова друкована реклама P&G — реклама мила «Ivory» із зображенням «Ivory lady».

### Перша половина ХХ століття
У 1904 році з метою задоволення попиту зростаючого національного ринку P&G вперше розпочинає будівництво за межами Цинциннаті. У 1911 році — випускає «Crisco» — перший харчовий жир цілком на основі рослинної олії. Вже 1915 року компанія будує свої перші виробничі потужності за межами Сполучених Штатів — в Канаді. Завод, на якому працює 75 чоловік, виробляє мило «Ivory» і «Crisco».
У 1917–1918 роках організовано Відділ хімії для формалізації процедур наукових досліджень і розробки нових продуктів. Компанія починає активно набирати дослідників. З винаходом електричної лампочки, свічки, що були колись основою товарного асортименту компанії, втрачають свою популярність. Компанія припиняє виробництво свічок у 1920-ті роки. В 1923 «Crisco» фінансує кулінарні шоу-програми, що передаються по радіомережі, виводячи P&G у число новаторів реклами в засобах масової інформації. 1924 було створено відділ маркетингових досліджень для вивчення споживчих переваг і купівельних звичок — одна з перших таких організацій в промисловості.
1926 року, враховуючи зростаючу популярність запашних туалетних мил, P&G починає випуск «Camay».
Наприкінці 1920-х років починає складатися система управління марками компанії (brand management system). У 1931 році Ніл МакЕлрой, керівник відділу реклами компанії, створює маркетингову організацію, що поєднує конкуруючі товарні марки. Ця система забезпечує більш спеціалізовані рекламні стратегії для кожної марки продукції і знаменує народження системи управління марками компанії. А за рік до того, у 1930 з покупкою в Англії фірми Thomas Hedley & Co., Ltd., P&G організовує першу закордонну філію. Одним з основних продуктів Hedley є мило «Fairy».
1933 — багатосерійна радіопрограма «Ма Перкинс», фінансована мильним порошком «Oxydol» P&G, транслюється в національному масштабі. Її популярність приводить до того, що торгові марки P&G фінансують численні нові «мильні опери». Розпочато випуск «Dreft» — першого синтетичного мийного засобу для домашнього застосування. У 1934 компанія входить на ринок продуктів для догляду за волоссям, випустивши «Drene» — перший шампунь на основі мийних засобів. Компанія розширює свою міжнародну присутність, придбавши Philippine Manufacturing Company у 1936 — перша операція компанії на Далекому Сході.
1937 року P&G святкує свою 100-у річницю. Обсяг продажу досягає 230 мільйонів доларів США. Усього через п'ять місяців після початку роботи телебачення у США 1939 року P&G транслює свою першу телевізійну рекламу (на мило «Ivory») під час першої телепередачі бейсбольного матчу великої ліги. У 1943 створюється перший підрозділ — відділ продуктів лікувального призначення — з продажу зростаючого асортименту гігієно-косметичної продукції.
У 1945 році P&G стала компанією з обсягом продажу майже 350 мільйонів доларів США. 1946 року розпочато випуск прального порошку «Tide» та шампуню «Prell». 1948 року починає вести справи в Мексиці, створена перша філія в Латинській Америці. P&G організує Відділ закордонних операцій для керування зростаючим обсягом міжнародних операцій компанії.

### Друга половина ХХ століття
1952 року у Цинцинаті відкривається новий дослідницький підрозділ — Miami Valley Laboratories. MVL є першим підрозділом компанії, що займається винятково дослідженнями в області розробки нової продукції. У 1954 компанія бере в оренду невеликий завод в Марселі (Франція) у компанії Fournier-Ferrier, яка є виробником мийних засобів. 1955 року почато випуск «Crest» — першої флюорвмісної зубної пасти, для якої клінічні випробування підтвердили наявність ефекту боротьби з карієсом.
У 1956 компанія виходить на ринок готових сухих напівфабрикатів, придбавши у фірми Nebraska Consolidated Mills з Омахи сухі концентрати кексів «Duncan Hines». Марка «Duncan Hines» була названа на честь відомого ресторанного критика. У 1957 з придбанням Charmin Paper Mills — регіонального виробника туалетного паперу, рушників і серветок — P&G виходить на ринок паперових споживчих продуктів. 1960 року після визнання Американською асоціацією зубних лікарів зубної пасти «Crest» «засобом для чищення зубів, що ефективно запобігає карієсу», обсяги її продажу швидко зростають. Відкривається перше відділення у Франкфурті (Німеччина), в якому працює 15 чоловік. Через три роки перший у Німеччині завод у Вормсі починає виробництво порошку для чищення «Fairy» і прального засобу «Dash». Компанія починає випуск рідкого засобу «Dawny» — першого фірмового пом'якшувача тканин.
1961 року на ринку у Пеорії (штат Іллінойс) проведений пробний продаж підгузків «Pampers». З Саудівської Аравії компанія розпочинає свої операції на Середньому Сході. У 1963 з придбанням Folger's Coffee P&G виходить на ринок кави. Також у Брюсселі відкритий Європейський технічний центр для обслуговування філій у країнах Спільного Ринку. 1972 року дослідники компанії відкривають спосіб, що дозволяє об'єднати пом'якшувальні інгредієнти з нетканими полотнами для пом'якшення одягу у віджимних центрифугах. Результатом стає «Bounce», що швидко виходить на друге місце за обсягом продажу серед пом'якшувачів тканин після «Downy».
У 1973 році розпочинається виробництво і продаж продукції P&G в Японії шляхом придбання компанії Nippon Sunhome. Нова компанія називається Procter & Gamble Sunhome Co. Ltd. 1978 — розпочато випуск Didronel. Засіб для лікування хвороби Паже є одним з перших фармацевтичних продуктів компанії. У 1980 обсяг продажу сягає 10 мільярдів доларів США. 1982 — p придбанням Norwich Eaton Pharmaceuticals P&G збільшує випуск лікарських засобів, що відпускаються за рецептом, і продуктів медико-санітарного призначення. У 1983 розпочинається випуск продуктів жіночої гігієни - Always/Whisper. 1984 року розпочато випуск рідкого засобу Liquid Tide, що є результатом проведених у глобальному масштабі розробок, що включає поверхнево-активні речовини, розроблені в Японії, парфум — у Європі, і пакування — у Сполучених Штатах. 1985 P&G відкриває в Цинциннаті будинок General Office Tower, штаб-квартиру компанії Procter&Gamble. того ж року купує Richardson-Vicks — власників торгових марок Vicks (продукти для лікування дихальних шляхів) і Oil of Olay.
1987 року P&G святкує своє 150-річчя. У рейтингу Fortune 500 компанія є другою за віком серед 50-ти найбільших компаній світу. Компанія посилює свою присутність на європейському ринку продуктів особистої гігієни, придбавши продуктову лінію Blendax, що включає зубні пасти Blend-a-Med і Blendax. Наступного року компанія оголошує про організацію спільного підприємства для виробництва продукції в Китаї. Це перша операція компанії на найбільшому у світі споживчому ринку. У Німеччині розпочатий випуск упаковки багаторазового використання для рідких продуктів, таких, зокрема, як кондиціонер для тканин Lenor. У 1989 з придбанням Noxell та її продуктів Cover Girl, Noxzema і Clarion компанія виходить на ринок косметики і парфумів. 1990-го розширюється присутність на ринку продуктів особистої гігієни для чоловіків придбанням марки продукції Shulton's Old Spice. Для упаковки засобу Spic and Span Pine використовуються пластикові матеріали, що піддаються повторній переробці. Це перша упаковка компанії, на 100 % виготовлена з утилізованого пластику. Вона займає перше місце в міжнародному конкурсі упаковки Du Pont Packaging Awards.
1991 придбання Max Factor і Betrix посилює присутність компанії на світовому ринку в категорії косметичних продуктів і парфумів. Компанія розробляє новий логотип і словесний знак, що мають сучасніший вигляд. P&G уперше розпочинає операції в Східній Європі з придбання заводу Rakona в Чехословаччині. Протягом року відбувається відкриття нових філій в інших східноєвропейських країнах — Угорщині, Польщі і Росії. У 1992 P&G одержує золоту медаль Центра всесвітньої охорони навколишнього середовища (World Environment Center) за міжнародні досягнення фірми в охороні навколишнього середовища. Почато випуск шампуню Pantene Pro-V. У 1993 році обсяг продажу компанії перевищує 30 мільярдів доларів США. Вперше в історії компанії більш 50 % обсягів продажу перебуває за межами США.
У місті Кобе на острові Рокко (Японія) відкривається штаб-квартира японської філії і технічний центр. Того ж року відкривається перший офіс в Україні — у місті Київ. 1994 P&G виходить на європейський ринок туалетного паперу та рушників, придбавши розташовану в Німеччині компанію VP Schickedanz. Компанія знову виходить на ринок Південної Африки після зняття санкцій США проти інвестицій до Південноафриканської Республіки. P&G South Africa протягом першого року подвоює свій загальний обсяг ділових операцій. Міністерство праці США присуджує P&G нагороду Opportunity 2000, яка щорічно вручається одній компанії, що забезпечує рівні можливості при найманні і розвитку працівників різних категорій.
1995 року компанія переходить від керування операціями в двох географічних секторах — США і міжнародний — до керування в чотирьох регіонах — Північна Америка, Латинська Америка, Азія і Європа-Середній Схід-Африка. P&G нагороджена Національною медаллю технологій — вищою нагородою США, що присуджується за досягнення в технології — за створення, розробку і застосування передових технологій у виробництві продуктів споживання, що допомогли покращити якість життя мільярдів споживачів у всьому світі. 1996 — управління з санітарного нагляду за харчовими продуктами і медикаментами США дало дозвіл на використання безкалорійного замінника жиру Olestra в солоних сухих сніданках і крекерах, що випускається під фірмовою назвою Olean. Компанія продовжує розширювати своє глобальне охоплення з придбанням американської торгової марки дитячих серветок Baby Fresh. P&G відзначає 50-річчя Tide змаганнями на звання «Найбруднішої дитини в Америці».
У 1997 P&G створив глобальний фармацевтичний альянс із компанією Hoechst Marion Roussel з метою продажу продукції Actonel — нових ліків P&G для лікування хвороб кісток. Запущено новий завод компанії з виробництва Olean. Відбулося придбання компанії IAMS, що виготовляє корм для тварин, та Recovery Engineering, що надає P&G можливість розробити систему фільтрації води в домашніх умовах під торговою маркою Pur.

### XXI століття— наш час
На початку XXI століття в компанії працює понад 100 000 чоловік, обсяг продажів перевищує мільярд доларів США. У 2001 році P&G купує бізнес Clairol у компанії Bristol-Myers Squibb Co. Clairol є світовим лідером у сфері фарбування волосся та засобів по догляду за волоссям. P&G та Viacom Plus оголошують про створення найбільшого мультимедіа-маркетингового співтовариства. Запускається лінія товарів для відбілювання зубів під маркою Crest Whitestrips. 2002-го на ринок виводяться товари марки ThermaCare — розігріваючі засоби для протидії болю у м'язах. Наступного року P&G купує контрольний пакет акцій компанії Wella AG, що надає їй можливість працювати у швидко зростаючому сегменті професійних засобів по догляду за волоссям.
У 2004 Програма Безпечної Питної Води, запроваджена P&G, виграє Світову Бізнес Нагороду (the World Business Award) від Програми розвитку ООН та Міжнародної Торгової Палати в підтримку проекту ООН «Millennium Development goals». 2005 P&G та Gillette об'єднуються в одну компанію та в портфоліо додається ще 5 брендів з мільярдними продажами, включаючи товари для гоління марок Gillette і Braun, а також засоби по догляду за ротовою порожниною Oral-B та батарейки Duracell.
2007 року P&G святкує свою 170-ту річницю. В період з 2000 по 2007 рр. продажі P&G у світі виросли з $39 млрд до $76,5 млрд. Лише за 2006 фінансовий рік обсяг продажів зріс на 12 %.
Під час повномасштабного вторгнення військ РФ до України 2022 року компанія відмовилась зупиняти роботу на російському ринку та приєднатись до бойкоту фашистського режиму. Згодом компанія дещо зменшила асортимент продукції у Росії, але не припинила роботу на ринку країни-агресора.

## P&G в Україні
Продукція Procter&Gamble з'явилася на українському ринку у 1990 році. На початку 1993 року стало зрозуміло, що перша за розмірами країна Європи потребує більшого, ніж просто імпорт товарів. Тому у 1993 році у Києві було відкрито офіс компанії, який початково складався з трьох людей і містився у підвалі Медичної бібліотеки. З початку 1995 компанія інвестувала близько 200 мільйонів доларів в основні кошти, оборотний капітал, дистриб'юторську інфраструктуру, а також маркетингову підтримку своєї продукції. У 1997 році в рамках глобального придбання компанією Procter&Gamble фірми «Тамбрандс», завод в місті Бориспіль, що випускає засоби жіночої гігієни, став частиною Procter&Gamble в Україні. Більш ніж 80 % продукції заводу експортується до країн Східної та Західної Європи, а також Північної та Латинської Америки. У 1999 році за свою благодійну діяльність компанія «Проктер енд Гембл Україна» нагороджена дипломом фестивалю-конкурсу «Золота Фортуна». У 2000 відкривається Дистрибуційний Центр у Львові.
«Проктер енд Гембл Україна» у 2001 році була нагороджена Дипломом за бездоганне виконання вимог податкового законодавства України. Починаючи з 2002 року торгові марки компанії стають переможцями фестивалю-конкурсу «Вибір року». Нагороджена Грамотою «За високий рівень митної культури та сумлінне виконання впродовж 2002—2003 рр. зобов'язань перед Державним бюджетом України». Влітку 2004 року виробничі потужності Procter&Gamble в Україні поповнились заводом в Покрові (Дніпропетровська область), який виробляє мийні та чистячі засоби Gala, жіночі прокладки Only You, пральний порошок Dax та засоби по догляду за волоссям Shandy. На початку 2007 року завод Procter&Gamble у Покрові розширив свій асортимент за рахунок виробництва загалом більше 20 різновидів мила марок Safeguard та Camay.
Сьогодні в Procter&Gamble в Україні, включаючи заводи в містах Бориспіль та Покров, напряму зайнято майже 2000 чоловік. P&G представляє на ринку України більш ніж 40 торгових марок. Від часу своєї появи на українському ринку компанія займається благодійністю. В рамках співпраці з Національним благодійним фондом та Міністерством охорони здоров'я України компанія надала благодійну допомогу на суму понад 1 мільйон 300 тисяч доларів США для забезпечення дитячих медичних закладів, лікарень та центрів унікальним медичним обладнанням. Програма проводиться щорічно з 1998 року.
Впродовж років компанія є найбільшим рекламодавцем в Україні, зокрема на телеринку та в друкованих ЗМІ. 

Соціальна відповідальність в Україні
Компанія P&G надає особливого значення турботі про суспільство через реалізацію соціальних і благодійних проектів.
У 2015 році благодійна допомога P&G в Україні перевищила суму в 1,5 млн доларів США. Всі кошти і продукція були використані для підтримки сиріт, малозабезпечених сімей, вимушених переселенців зі сходу України та реалізації проектів з підтримки місцевих громад.
Волонтерство співробітників
Співробітники P&G Україна особисто беруть участь у соціальній активності компанії:
- допомагають упаковувати гігієнічні набори для переселенців зі сходу України та підписують листівки з малюнками своїх дітей; — надають грошову допомогу через UNICEF Україна і Дитячі містечка СОС; — ремонтують дитячі майданчики;
купують подарунки та відвідують дітей у дитячих будинках.

## Бренди
- 4711
- A Touch of Sun
- Ace
- Alomatik
- Always
- Ammens
- Antikal
- Ariel
- Asacol
- Attento
- Aussie
- Ava
- Ayudin
- AZ
- Balsam Color
- Bess
- Blend-a-dent
- Blend-a-med
- Blendax
- Bold
- Bonus
- Bonux
- Boss — Hugo Boss
- Bounce
- Bounty
- Braun
- Buffette
- Camay
- Cascade
- Charmin
- Cheer
- Cheff
- Cierto
- Clairol
- Comet Cleanser
- CoverGirl
- Crest
- Cutie
- Daily Defense
- Dash
- Dawn
- Daz
- Didronel
- Dodot
- Downy
- Dreft
- Dryel
- Dunhill
- Duracell
- Essex
- Ela
- Era
- Escudo
- Eukanuba
- Evax
- Fairy
- Febreze
- Fixodent
- Folgers
- Flash
- Forte
- Frost & Tip
- Gain
- Gala
- Gillette
- Gleem
- Head & Shoulders
- Herbal Essences
- Hipoglos
- Hugo Boss
- Hydrience
- Iams
- Infasil
- Infusium 23
- Inner Science
- Ivory Dish
- Ivory Soap
- Ivory Snow
- Jar
- Joy
- Koleston
- Kukident
- Ladysan
- Laura Biagiotti
- Lavasan
- LaCoste
- Lenor
- Linedor
- Loreto
- Loving Care
- Luvs
- Macrobid / Macrodantin
- Magia Blanca
- Magistral
- Max Factor
- MaxMara
- Men's Choice
- Metamucil
- Millstone
- Mirage
- Miss Clairol
- Motif
- Mr. Clean / Mr. Propre / Mr. Proper / Maestro Limpio / Meister Proper / Masto Lindo / M. Net / Don Limpio
- Mum
- Muse
- Myth
- Ña Pancha
- Natural Instincts
- Naturella
- New Wave
- Nice n Easy
- Noxzema
- NyQuil/DayQuil
- Olay/Olaz
- Old Spice
- Pampers
- Pantene
- Pepto-Bismol
- Perla
- Physique
- Pop
- Prilosec OTC
- Puffs
- PŪR
- Rejoice
- Rindex
- Rol
- Roli
- Safeguard
- Salvo
- Scope
- Secret
- Senior
- Shamtu
- Shockwaves
- Silvikrin (Hairspray)
- SK-II
- Supremo
- Sure
- Swiffer
- Tampax
- Tempo
- Tess
- Tide
- Tip
- Tras
- Thermacare
- Ultress
- Unijab
- Valet
- Valentino
- Vencedor
- Venus
- Viakal
- Vicks
- Vidal Sassoon
- Vitapyrena
- Vizir
- Wash
- Wash & Go
- Wella
- Wellaflex
- Whisper
- Wick
- XtremeFX
- Yes
- Zest

## Санкції
Попри російсько-українську війну, P&G не покинула ринок Росії. У РФ працюють два заводи P&G: завод з виробництва бритв Gillette в Санкт-Петербурзі і завод з виробництва туалетних засобів в Тульській області, що сприяє надходженню в російський бюджет і фінансуванню воєнних злочинів Росії.